# Skenea victori
Skenea victori is een slakkensoort uit de familie van de Skeneidae. De wetenschappelijke naam van de soort is voor het eerst geldig gepubliceerd in 2009 door Segers, Swinnen & De Prins.